# Tipula biprolata
Tipula biprolata är en tvåvingeart som beskrevs av Alexander 1967. Tipula biprolata ingår i släktet Tipula och familjen storharkrankar. Inga underarter finns listade i Catalogue of Life.